# Przymorze Wielkie
Przymorze Wielkie (in tedesco: Konradshammer) è una frazione di Danzica, situata nella parte nord-occidentale della città.